# Giuseppe Callegari
Giuseppe Callegari (Venetië, 4 november 1841 - Padua, 14 april 1906) was een Italiaans geestelijke en kardinaal van de Rooms-Katholieke Kerk.
Callegari was de zoon van de Venetiaanse aristocraat Pietro Callegari en Angela Cescutt. Hij bezocht het Patriarchaal Seminarie in Venetië en werd op 26 maart 1864 tot priester gewijd voor het Patriarchaat Venetië. Hij doceerde aan verschillende gymnasia in het aartsbisdom en was als professor in de moraaltheologie verbonden aan het aartsdiocesaan seminarie. Daarnaast was hij werkzaam in de zielzorg. Hij was nauw bevriend met Giuseppe Sarto, de latere paus Pius X.
Callegari werd op 28 februari 1880 door paus Leo XIII benoemd tot bisschop van Treviso. Hij ontving zijn bisschopswijding in de kathedrale basiliek van San Marco uit handen van de patriarch van Venetië, Domenico Agostini. Als wapenspreuk koos hij Spes Nostra (Onze Hoop). In 1882 werd hij benoemd tot bisschop-assistent bij de pauselijke troon. Datzelfde jaar werd hij overgeplaatst naar het bisdom Padua. In 1892 wilde de paus hem benoemen tot patriarch van Venetië, maar Callegari bedankte voor de eer en droeg in zijn plaats Giuseppe Sarto, de bisschop van Mantua, voor. De Santa Maria in Cosmedin werd zijn titelkerk.
Toen deze laatste eenmaal paus was geworden, creëerde hij zijn oude vriend kardinaal tijdens zijn eerste consistorie van 9 november 1903. De kardinaal overleed een half jaar later, na een lang ziekbed. Hij werd begraven in de kapel van de Arme Clarissen in Padua, ooit gebouwd op de plek waar de heilige Antonius van Padua op 35-jarige leeftijd zou zijn overleden.
- Bibliothèque nationale de France: cb119553734 (data)
- International Standard Name Identifier: 0000 0000 6121 3633
- Library of Congress Control Number: n84084263
- Istituto Centrale per il Catalogo Unico: MUSV012045
- Virtual International Authority File: 64013700
- WorldCat: E39PBJwhCDXt7Wmjxj8XwVTj4q